# 帕爾馬雷斯區

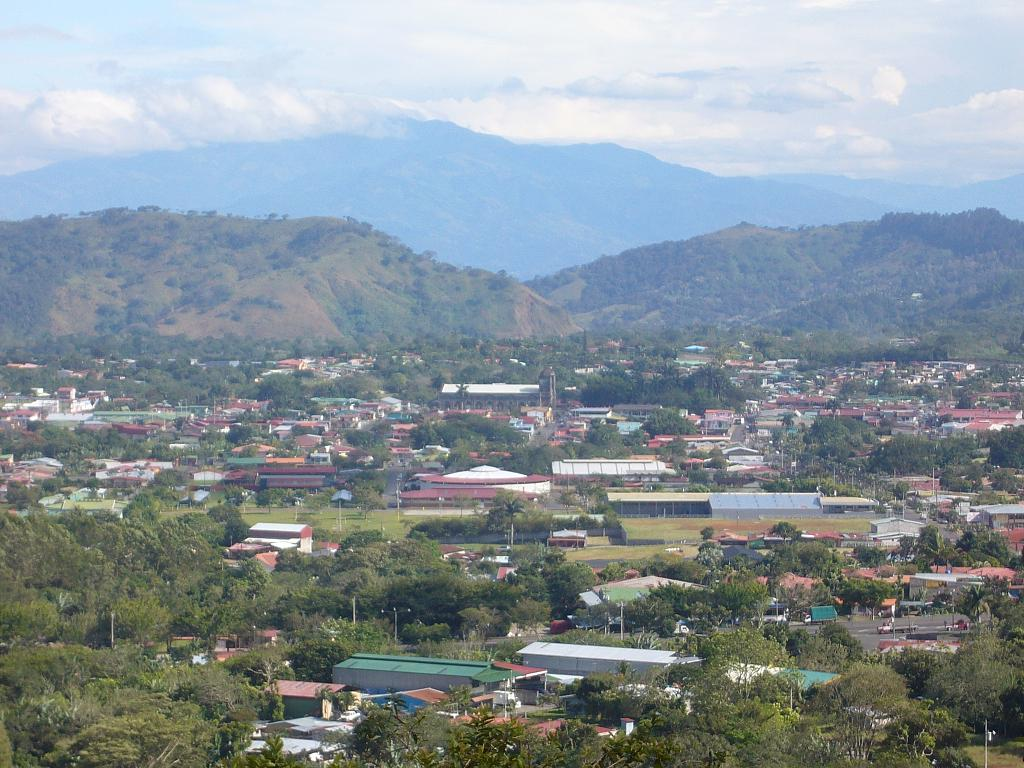

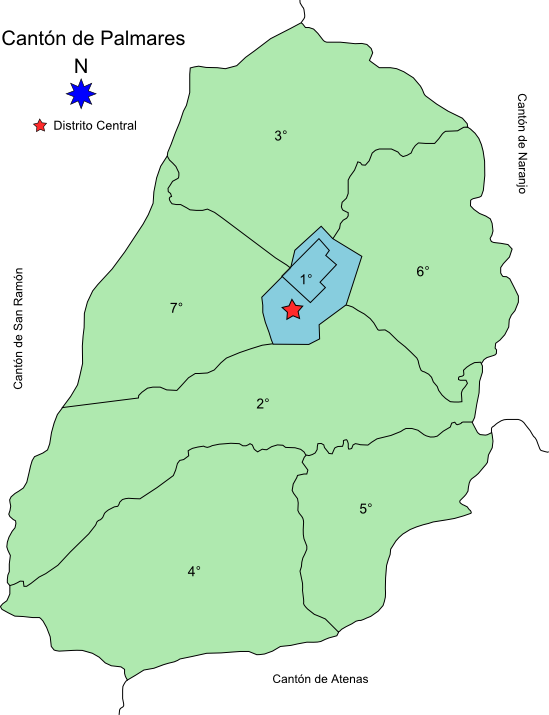

帕爾馬雷斯區（西班牙語：Palmares），是哥斯達黎加的一個區，位於該國西北部阿拉胡埃拉省，面積1.09平方公里，海拔高度996米，2000年人口4,105，人口密度每平方公里3,766.06人。